# Rouvray (Yonne)
Rouvray ist eine französische Gemeinde mit 368 Einwohnern (Stand 1. Januar 2022) im Département Yonne in der Region Bourgogne-Franche-Comté (vor 2016 Bourgogne); sie gehört zum Arrondissement  Auxerre und zum Kanton Chablis (bis 2015 Ligny-le-Châtel).

## Geographie
Rouvray liegt etwa zwölf Kilometer nordnordöstlich von Auxerre. Der Serein begrenzt die Gemeinde im Norden. Umgeben wird Rouvray von den Nachbargemeinden Vergigny im Norden und Nordosten, Pontigny im Osten und Nordosten, Venouse im Osten, Montigny-la-Resle im Süden und Südosten sowie Héry im Westen.

## Bevölkerungsentwicklung
| Jahr                      | 1962 | 1968 | 1975 | 1982 | 1990 | 1999 | 2006 | 2013 |
| Einwohner                 | 201  | 191  | 171  | 217  | 221  | 284  | 340  | 407  |
| Quelle: Cassini und INSEE |      |      |      |      |      |      |      |      |

## Sehenswürdigkeiten
- Kirche Saint-Georges aus dem 16. Jahrhundert

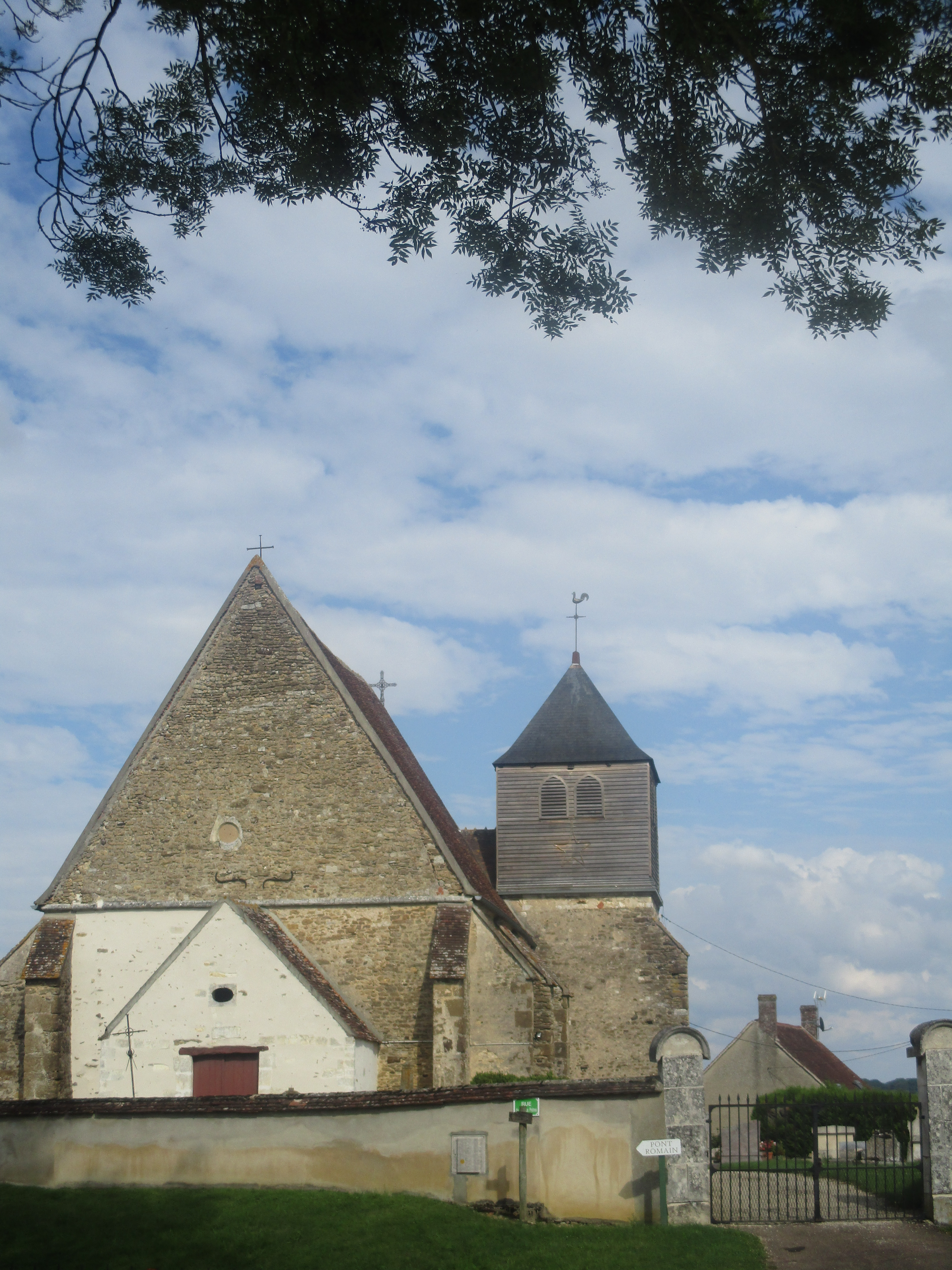
Kirche Saint-Georges